# Ganes
Ganes ist ein Poptrio, ursprünglich aus La Val in Südtirol, das mit Texten auf Ladinisch bekannt wurde. Der Bandname geht dabei auf mythische Feen bzw. Wassernixen zurück (siehe Anguana).

## Geschichte
Ganes wurde von den Schwestern Elisabeth und Marlene Schuen und ihrer Cousine Maria Moling gegründet. Sie kommen aus La Val in den Dolomiten und gehören zu den rund 30.000 Südtirolern, für die Ladinisch die Muttersprache ist. Elisabeth und Marlene Schuen entstammen einer musikalischen Familie, so war ihr Vater Kapellmeister der örtlichen Blasmusik. Der Opern- und Liedsänger Andrè Schuen ist ihr Bruder. Marlene Schuen studierte Violine und Jazzgesang, Elisabeth Schuen absolvierte ein Studium als Opernsängerin und spielt wie ihre Schwester Geige. Maria Moling studierte am Kärntner Landeskonservatorium in Klagenfurt Musik.
Marlene Schuen war ab 2002 in der Band von Hubert von Goisern als Sängerin und Geigerin aktiv. Elisabeth Schuen stieg mit Maria Moling im Rahmen der Linz-Europa-Tournee Hubert von Goiserns 2007 als Backgroundsängerin ein. Während dieser Tournee formierte sich das Trio Ganes. Ab 2009 arbeiteten Maria Moling sowie Elisabeth und Marlene Schuen an ihrem ersten Album, das bis Januar 2010 aufgenommen wurde. Rai de sorëdl (dt. „Sonnenstrahl“) erschien im Mai 2010 und enthielt Lieder auf Ladinisch.
Die Instrumentierung der Band bestand anfangs aus Gitarre, zwei Geigen und teilweise Klavier. Auf ihrem zweiten Album Mai guai (dt. „Keine Probleme“) setzen sie neben Perkussionsklängen auch Drumcomputer ein. Für eine Bonusausgabe von Mai guai arbeiteten Ganes 2011 mit dem Filmorchester Babelsberg zusammen; das Konzert ist auf dem Doppelalbum Mai guai zu hören. Im Jahr 2012 erschien die CD Parores & Neores ebenfalls als Doppelalbum. Zu den ladinischen Titeln, die auf diesem Album etwas düsterer und atmosphärischer wirkten, kamen einige auf Englisch eingesungene Versionen und Radio-Edits. Im Jahr 2013 trat Ganes beim Festival 28 Jahre Songs an einem Sommerabend auf Kloster Banz auf.
Das vierte Studioalbum von Ganes erschien 2014 unter dem Titel Caprize. Es wurde in den Studios des Berliner Funkhauses Nalepastraße aufgenommen und von Alex Sprave produziert. Die Texte waren wieder größtenteils auf Ladinisch verfasst, mit Bang Bang war aber auch ein englischsprachiger Titel enthalten. Zum Lied Bang bang Bun wurde ein Videoclip gedreht. Im Herbst 2014 waren Ganes mit Caprize auf Tour durch Deutschland, Österreich, die Schweiz und Italien. Insgesamt haben Ganes bereits über 300 Konzerte in mehreren Ländern gegeben und wohnen nun zwischen München, Berlin, Vorarlberg und La Val.
Der Titel des fünften Albums lautet An cunta che (dt. „Man erzählt sich …“). Es wurde 2016 veröffentlicht und ist inspiriert von den Dolomitensagen, die Ganes schon aus ihrer Kindheit kannten. Wie schon beim Album Caprize mischen Ganes akustische Instrumente mit elektronischen Elementen. Zum Jahreswechsel 2017/2018 wurde bekanntgegeben, dass Maria Moling aus der Gruppe ausscheidet, um sich eigenen Projekten zu widmen. Sie wurde durch Natalie Plöger (Kontrabass, Gesang), Mitglied der Gruppe Elaiza, ersetzt.

## Diskografie
- 2010: Rai de sorëdl (Sony Music)
- 2011: Mai guai
- 2012: Parores & Neores
- 2014: Caprize
- 2016: An cunta che
- 2021: Or brüm
- 2023: A cordes
- 2024: Vives!

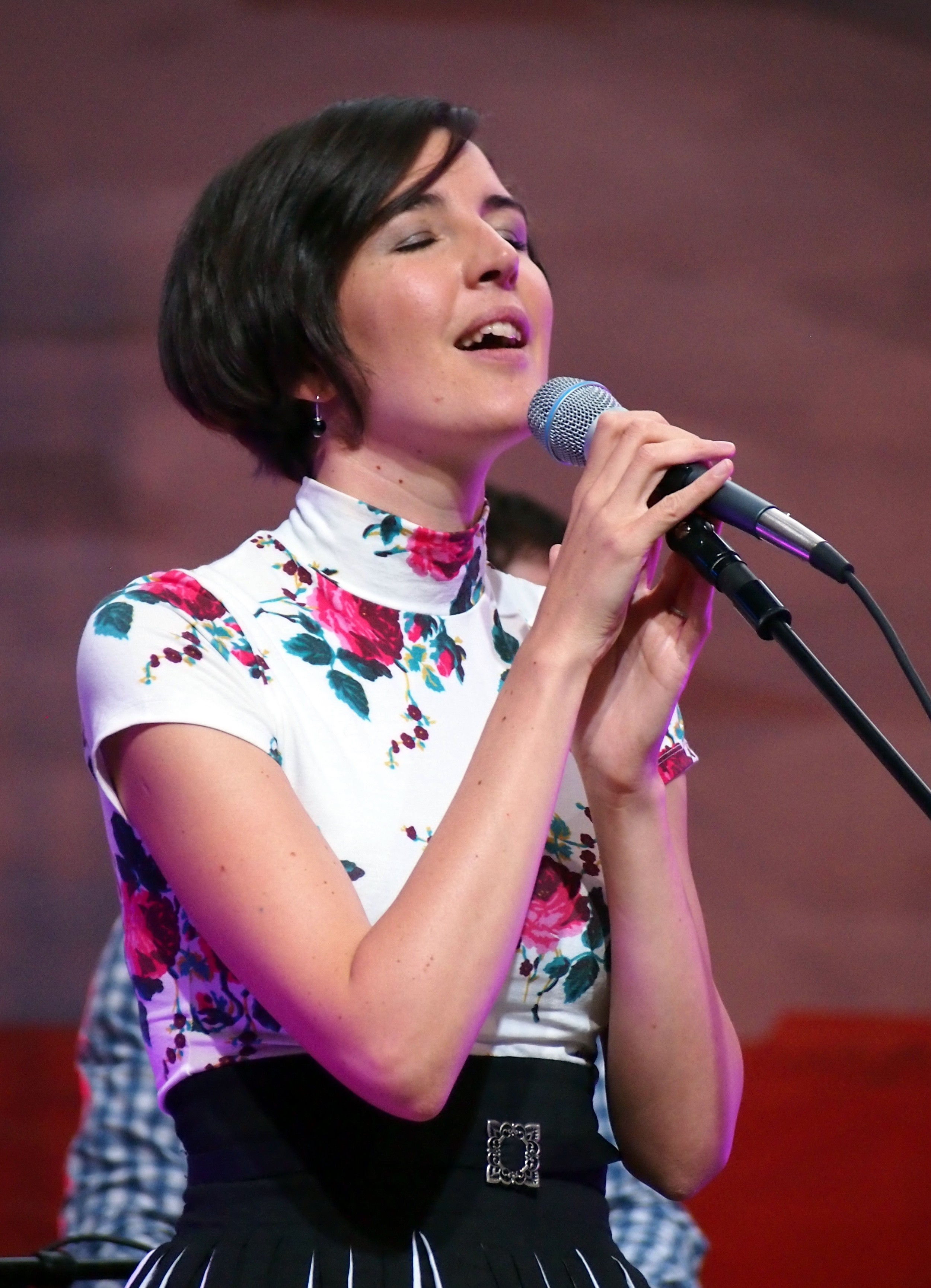
Elisabeth Schuen
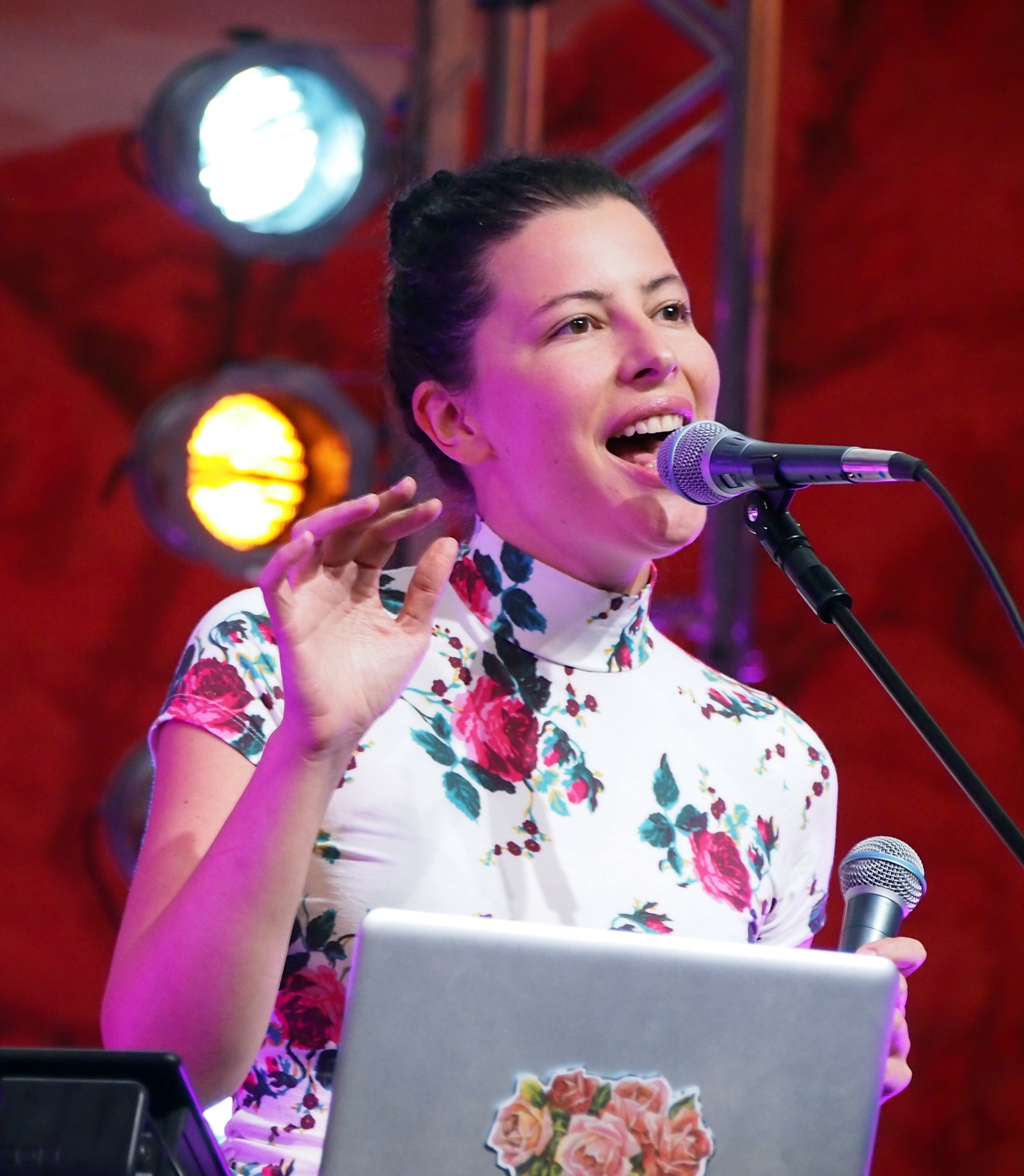
Marlene Schuen
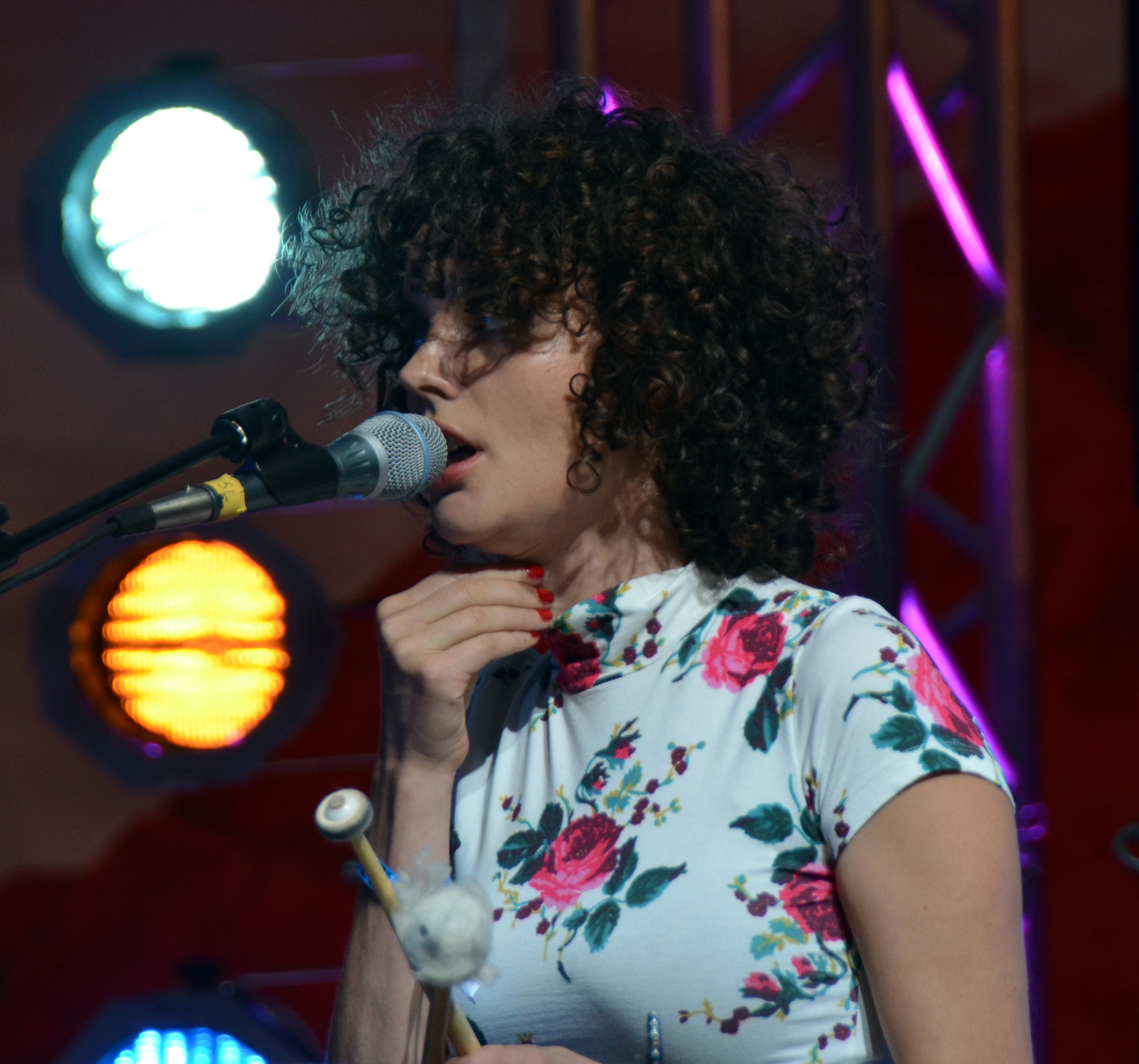
Maria Moling (bis Ende 2017)
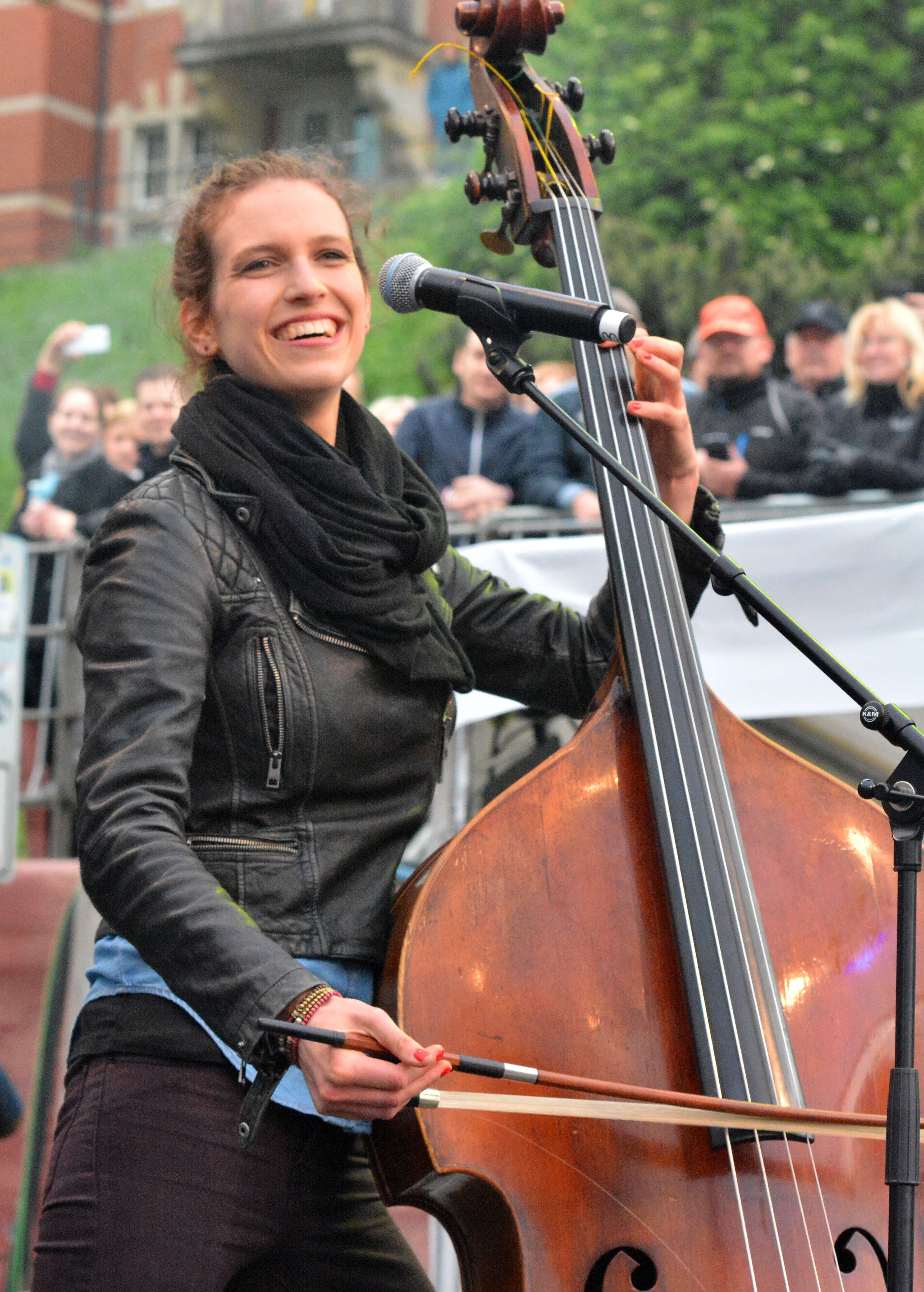
Natalie Plöger (seit 2018)